# خوان ایگناسیو برونته
خوان ایگناسیو برونته (انگلیسی: Juan Ignacio Brunet؛ زادهٔ ۲۴ ژانویهٔ ۱۹۹۸) بازیکن فوتبال است.
وی همچنین در تیم ملی فوتبال Argentina U17 بازی کرده‌است.